# トム・ミックス
トーマス・エドウィン・ミックス（Thomas Edwin Mix、1880年1月6日 - 1940年10月12日）は、アメリカ合衆国の映画俳優である。1909年から1935年にかけて、初期の西部劇映画の多くに出演した。生涯で291本の映画に出演し、9本のトーキーを除く全てがサイレント映画だった。ハリウッド初の西部劇スターであり、映画の初期に登場した「西部劇」というジャンルの定義を確立させた。

## 若年期
ミックスは1880年1月6日に、ペンシルベニア州ステートカレッジから北に約100キロメートルの所にあるミックスランで生まれた。出生時のミドルネームはヘジキア(Hezikiah)だった。父エドウィン・エリアス・ミックスは、裕福な材木商の家の馬小屋の管理人だった。ミックスは生地の近くのドゥボイズで育ち、父から馬の乗り方を教わり、馬への愛情を持つようになった。学校を卒業した後は地元の農場で働いていた。
米西戦争中の1898年4月、ミックスはアメリカ陸軍に入隊し、この際にミドルネームをエドウィンに改めた。エドウィンが所属した部隊はアメリカ国外に出ることはなかった。ミックスは1902年7月18日にグレース・I・アリン(Grace I. Allin)と結婚したが、結婚に伴う長期休暇の後、部隊に帰還しなかった。同年11月4日に無届離隊(AWOL)となったが、軍法会議にはかけられなかった。グレースとの結婚は1年後に破棄された。1905年にキティ・ジュエル・ペリンヌ(Kitty Jewel Perinne)と結婚したが、1年後に離婚した。1909年1月10日にノースダコタ州ミドーラでオリーヴ・ストークス(Olive Stokes)と結婚し、1912年7月13日に娘のルース・ミックス(Ruth Mix)が生まれた。
1905年、ミックスはセス・ブロック率いる50人の騎手の一員としてセオドア・ルーズベルトの2回目の大統領就任式のパレードに参加した。50人の大半は元第1合衆国義勇騎兵隊（ラフライダーズ）であり、ミックスはラフライダーではなかったが、後にハリウッドの宣伝担当者たちは、ミックスもラフライダーだったと喧伝した。
ミックスはオクラホマ州ガスリーに転居し、ここでバーテンダーなど様々な仕事をした。ミックスは、約4万ヘクタールというアメリカ最大級の牧場であるミラーブラザーズ第101牧場で働いた。この牧場でミックスは、ワイルド・ウエスト・ショーの巡回公演に参加していた。ミックスは乗馬技術や射撃技術に優れ、1909年と1910年の全米乗馬・ローピング大会で優勝した。
ミックスはフリーメイソンの会員だった。

## 映画界でのキャリア

### 1910年代

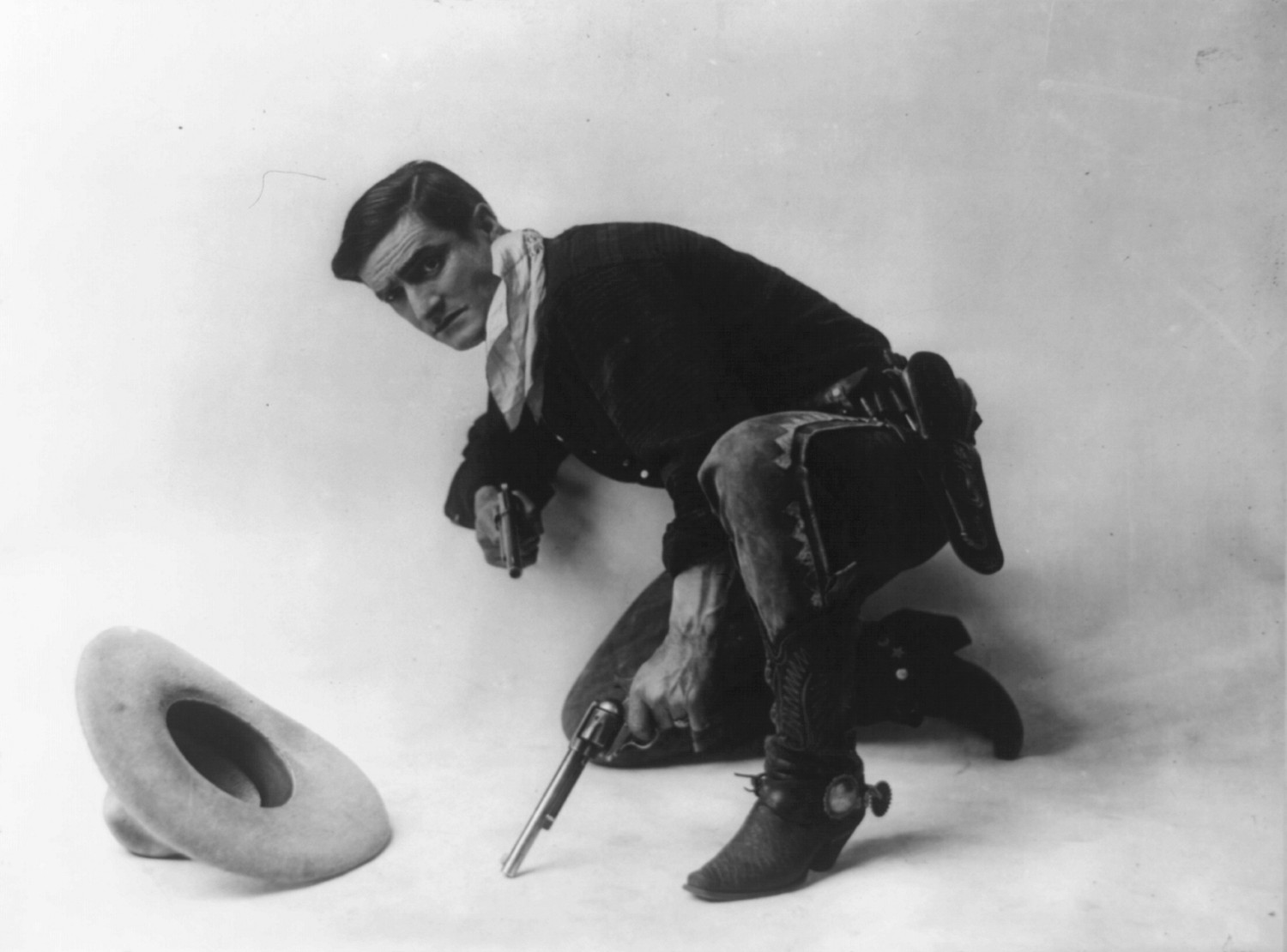
"Mr. Logan, U.S.A."（1919年、邦題『米人ローガン氏』）に出演するミックス

1910年、ワイルド・ウエスト・ショーを運営していたウィル・A・ディッキーは、セリグ・ポリスコープに資材や演者を提供する契約を結んだ。ディッキーはミラーブラザーズ第101牧場のショーを見たことがあり、ミックスに映画への出演を持ちかけた。ミックスはミズーリ州フレミントンで行われていたセリグ社の映画撮影にすぐに加わった。ミックスの映画初出演は1909年10月21日公開の短編映画"The Cowboy Millionaire"で、役名のない脇役での出演だった。1910年には、短編ドキュメンタリー映画"Ranch Life in the Great Southwest"に本人役で出演し、牛追いの技を披露した。セリグ社に所属する映画監督のオーティス・ターナーは、ミックスに映画俳優としての仕事を続けさせたいと考えたが、ミックス自身は俳優の仕事にはそれほど興味を示さず、ミラーブラザーズ第101牧場に一旦戻った。
1911年の春にセリグ社に戻ったものの、1912年初頭にセリグ社を退社し、カナダ・アルバータ州でロデオイベントのカルガリー・スタンピードを立ち上げた。その後、「バッファロー牧場ワイルド・ウェスト・ショー」としてカナダ各地を巡回した。その後、デューイーの夜間保安官を短期間務めた。
1913年1月、セリグ社からのオファーを受けて俳優に復帰し、俳優兼監督のウィリアム・ダンカンの作品に出演した。この間、ダンカンからの要請で、ミックスは一部の作品の脚本を書いた。1914年からは、セリグ社はミックスにリソースを与え、ミックスが脚本・監督・主演を務める映画の撮影を許可した。
1915年から、第一次世界大戦勃発によりアメリカ国外での映画の公開ができなくなったため、セリグ社は財政難となり、撮影スケジュールの短縮などのコスト削減を図り始めた。ミックスは別の映画会社との契約を模索し、1916年末にフォックス・フィルムと契約を結んだ。ミックスのセリグ社での最後の作品は1917年初頭に公開された。
セリグ社でミックスはヴィクトリア・フォードと何本かの映画で共演し、2人は恋に落ちた。ミックスは1917年にオリーヴと離婚し、1918年にヴィクトリアと結婚した。1922年2月にヴィクトリアとの間に娘のトマシーナ（トミー）・ミックス(Thomasina (Tommie) Mix)が生まれた。

### 1920年代

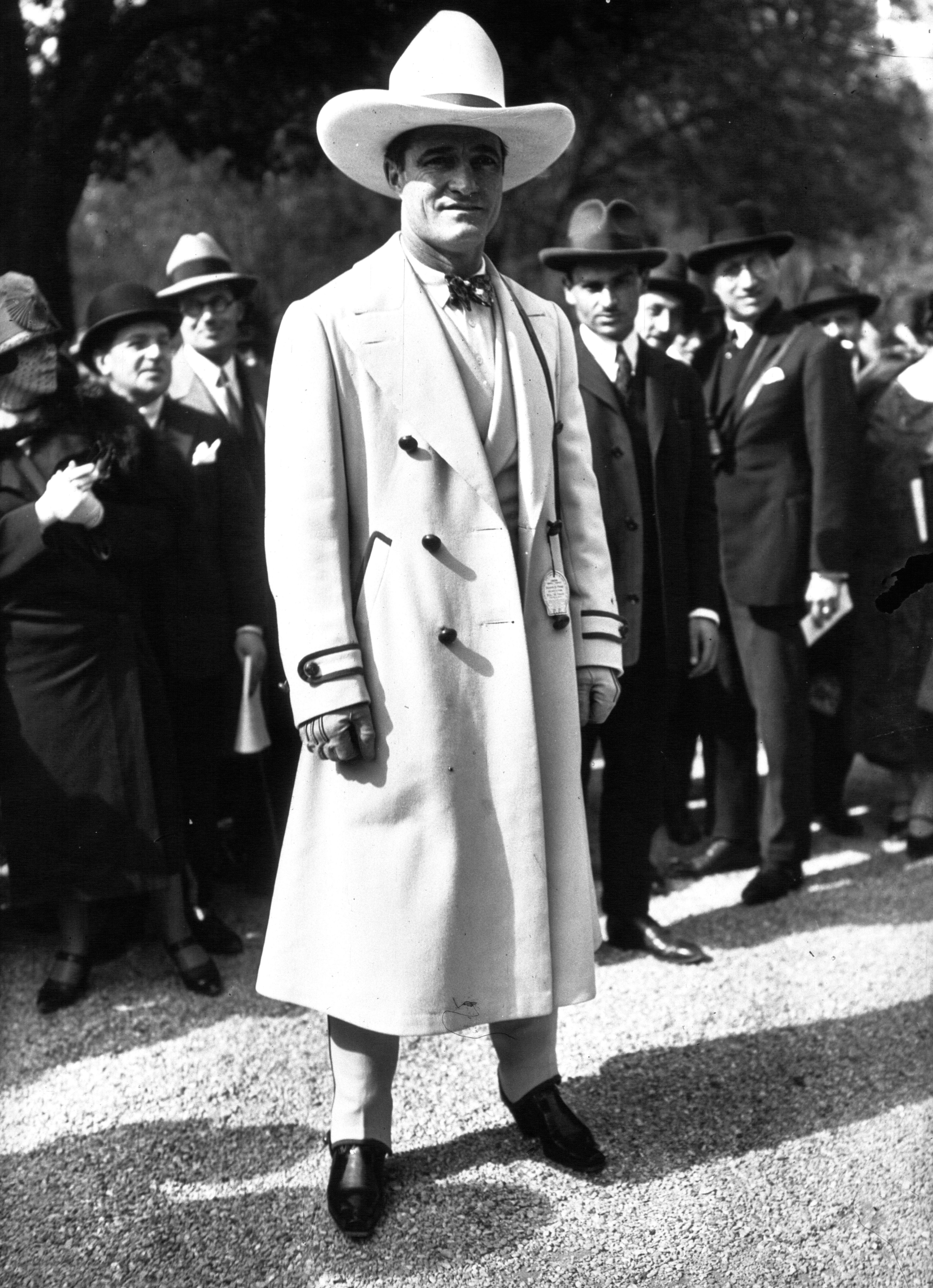
ミックス（1925年）

ミックスは1920年代に160本以上のカウボーイ映画を製作した。セリグ社での作品がドキュメンタリー指向だったのに対し、フォックス社に移ってからのこれらの作品はアクション指向の脚本だった。ヒーローと悪役が明確に定義され、格好の良いカウボーイが窮地を救うというのが定番だった。何百万人というアメリカの子供たちが、土曜日の午後にミックスの映画を見て育った。ミックスの愛馬である「ワンダーホース」トニーも有名になった。ミックスはスタントを自分で行い、たびたび怪我をした。
1913年、ミックスはアリゾナ州プレスコットの牧場を購入して「バー・サークルA牧場」と名付け、一家でそこに引っ越した。ミックスが出演する映画のいくつかは、ミックスの自宅で撮影された。ミックスは、プレスコットで開催される「世界最古のロデオ」と称されるプレスコット・フロンティア・デイズ・ロデオで成功を収めた。1920年代にはブルライディング・コンテストで優勝した。
フォックス社に移籍した当初の報酬は週350ドルだったが、移籍してからミックスの人気は急上昇し、最終的には週給17,000ドルまで上昇した。ゴシップ記者のルエラ・パーソンズは、ミックスは自宅の屋根に電飾で自身のイニシャルを描いていたと書いている。ミックスの演技は、自分で行うアクションスタント、乗馬、カウボーイの衣装、ショーマンシップをフルに使ったリアルなものだった。ミックスはロサンゼルスのエデンデールに約5ヘクタールの撮影セットを建設し、「ミックスヴィル」(Mixville)と名付けた。ミックスヴィルには、西部劇の撮影に必要な建物が一通り揃っており、「埃っぽい通りや手すり、酒場、牢屋、銀行、医院、測量士事務所、西部開拓時代初期の典型的な簡素な家を備えた、完全なフロンティアの街」と評された。敷地内には、石膏でできた模型の山に囲まれたインディアンの村のセットもあった。その他に、模擬の砂漠、大きな家畜小屋、室内の様子を撮影するための屋根のない家屋のセットもあった。
1927年までに、ミックスの映画を模倣した低予算の大量の映画が映画館市場に溢れかえるようになった。それに加えて、ミックスの報酬の高騰やフォックス社のトーキーへの傾倒から、フォックス社はミックスとの契約を更新しないことを決定した。フォックス社との契約が切れた後、ミックスはキース・アルビー・オルフィウム(KAO)社と契約してヴォードヴィルの公演ツアーに出た。
ミックスはフィルム・ブッキング・オフィシーズ・オブ・アメリカ(FBO)と契約するくらいならアルゼンチンへ行って映画を作るかサーカスに入ると言っていたものの、結局1928年にFBOと契約した。FBOでは6本のサイレント西部劇を製作した。FBOの移籍第1作が公開される頃には、FBOはKAOと合併してRKOとなっていた。ミックスのFBO/RKOでの出演作は、フォックスでの作品ほど注目されることはなかった。そのため、FBO/RKOでの6作目"The Dude Ranch"は製作途中で中止された。RKOのジョセフ・P・ケネディ（ジョン・F・ケネディの父）と報酬について折り合いがつかず、ミックスはRKOを退社した。ミックスはケネディのことを「ケチで守銭奴の畜生」(tight-assed, money-crazy son of a bitch)と呼んでいた。
ミックスは、ロサンゼルス在住でハリウッドの西部劇のセットを時々訪れていたワイアット・アープと親しくなった。1929年1月にアープが亡くなったときは喪主を務めた。新聞によれば、ミックスはアープの葬儀で涙を流していたという。

### 1930年代
RKO退社後は再びヴォードヴィルの公演ツアーに戻り、その後、セルズ・フロト・サーカスに週給2万ドル（2023年の物価換算で35万5千ドル）で2年間在籍した。その一方で、世界恐慌の期間に、自身とその妻の浪費癖により財産のほとんどが失われた。1931年にヴィクトリア・フォードと離婚し、1932年に5人目の妻となるメイベル・ハッベル・ウォード(Mabel Hubbell Ward)と結婚した。
1931年11月、ユニバーサル・ピクチャーズのカール・レムリから、トーキーの西部劇映画への出演要請を受け、ユニバーサルで9本のトーキーに出演した。しかし、1932年12月に撮影中に怪我をし、インフルエンザに罹患したことで、映画への出演に消極的になり、ユニバーサルとの契約を解除した。
ユニバーサルとの契約解除後は再びライブパフォーマンスに戻った。1934年、興行師のサム・B・ギルと組んでサーカス団「トム・ミックス・ワイルド・ウェスト・アンド・サム・ギル・サーカス」を起こし、翌1935年にギルが急死したため、ギルの持ち分を買い取ることにした。その資金を得るために、ミックスは映画プロデューサーのナット・レヴィーンが率いるマスコット・ピクチャーズと契約し、全15編の西部劇映画シリーズ"The Miracle Rider"に出演した。ミックスは、4週間の撮影で4万ドルの報酬を受け取った。屋外のアクションシーンの撮影は、主にロサンゼルス郊外のチャッツワースのアイバーソン・ムービー・ランチで行われた。ここにある巨大な砂岩のうちの一つは「トム・ミックス岩」と呼ばれている。この作品は興行的に大ヒットしたが、これがミックスの最後の映画出演となった。
1935年、テキサス州知事ジェームズ・V・オールレッドは、ミックスを名誉テキサス・レンジャーに任命した。
その後は娘のルースと共にサーカス団の出演と経営に専念した。1938年、ミックスはサーカスのプロモーションのためにヨーロッパに渡った。アメリカに残ったルースがサーカスの経営をしていたが、ミックスなしでは経営が成り立たず、ミックスは遺言によりルースを相続の対象から外した。
ミックスは映画俳優としての26年間のキャリアで600万ドル（2023年の物価換算で1億3300万ドル）以上を稼いだと言われている。

## ラジオ

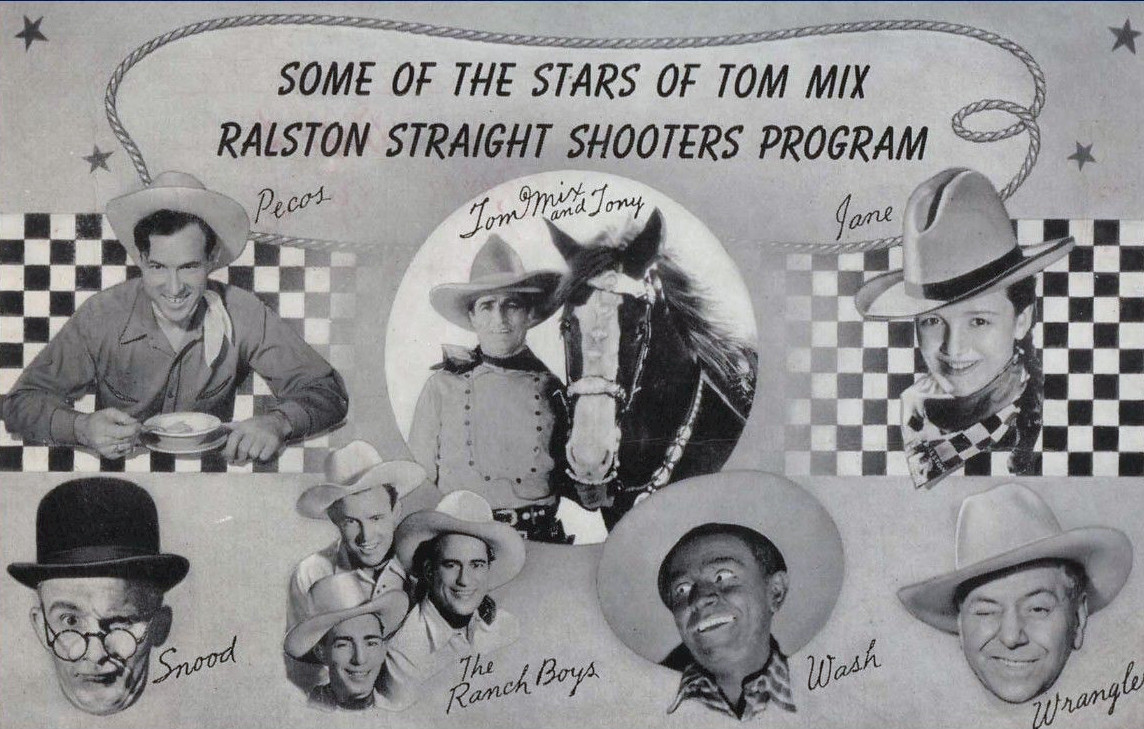
『トム・ミックス・ラルストン・ストレート・シューターズ』のリスナーに送られたポストカード（1941年）

1933年、食品メーカーのラルストン・ピュリナ社は、ミックスの許可を得てその名を冠した西部劇ラジオドラマのシリーズ『トム・ミックス・ラルストン・ストレート・シューターズ』(Tom Mix Ralston Straight Shooters)を制作した。この番組は、第二次世界大戦中の1年間を除き、ミックスの死後の1950年代初頭まで継続して放送された人気シリーズとなった。ミックス自身は、撮影中の喉や鼻の負傷でラジオ向きの声ではなくなっていたことからこの番組には出演せず、代わりにラジオ俳優（アーテルス・ディクソン（1930年代初期）、ジャック・ホールデン（1937年以降）、ラッセル・トーセン（1940年代初期）、ジョー・"カーリー"・ブラッドリー（1944年以降））が主演し、その他ジョージ・ゴーベル、ハロルド・ピアリー、ウィラード・ウォーターマンらが脇役として出演した。

## 死去

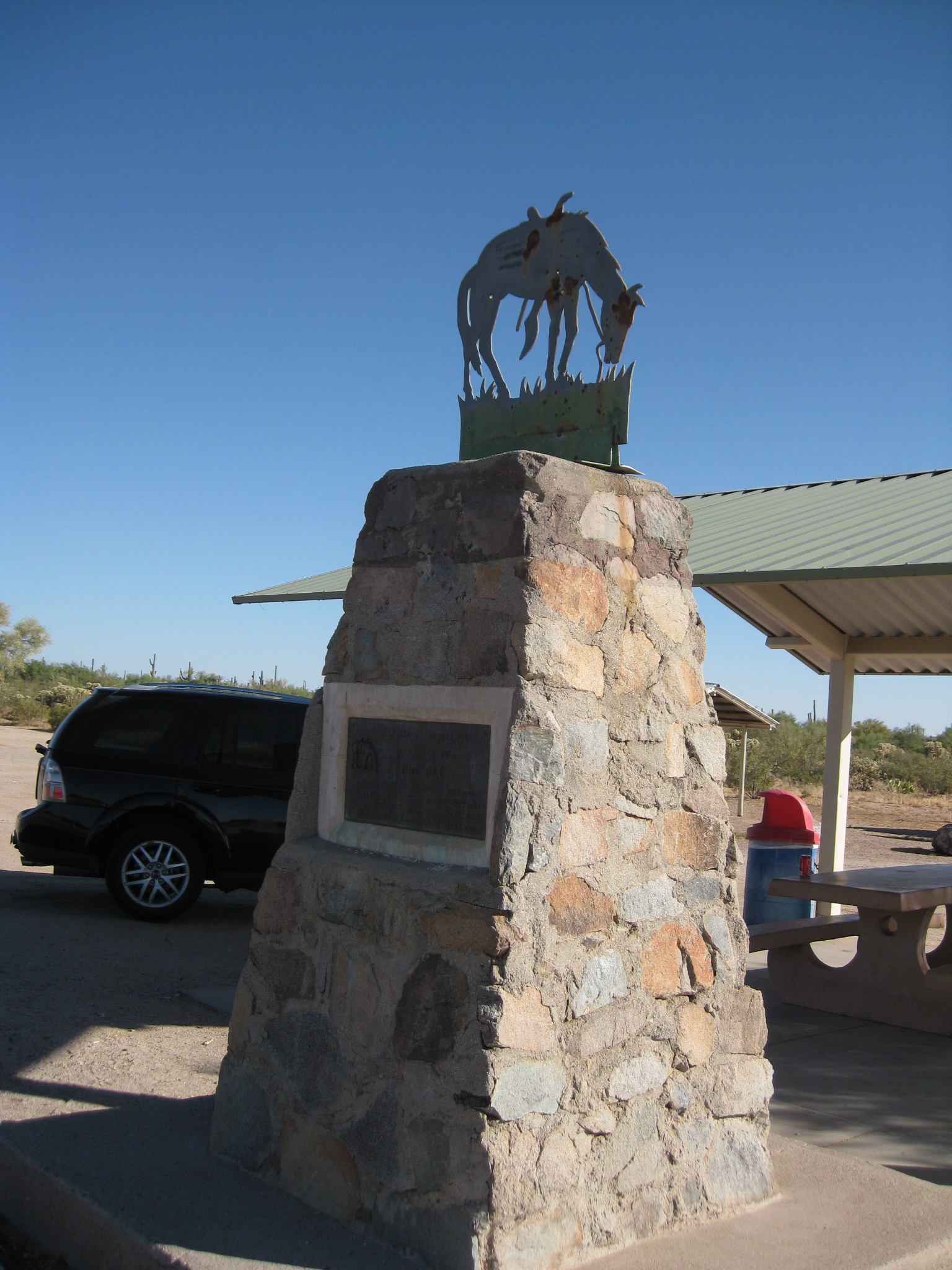
アリゾナ州フローレンスのミックスが亡くなった場所の近くにある記念碑

1940年10月12日、アリゾナ州ツーソンのピマ郡保安官事務所を訪れた後、ミックスが運転する自動車がアリゾナ州フローレンスから南に18マイルの地点で横転し、ミックスは死亡した。60歳だった。葬儀は1940年10月16日にカリフォルニア州グレンデールのリトル・チャーチ・オブ・フラワーズで行われ、数千人が参列した。遺体はグレンデールのフォレスト・ローン・メモリアル・パークに埋葬された。ミックスが死亡した地点の近くのアリゾナ州道79号沿いに記念碑が設置された。

## 遺産
ロナルド・レーガンやジョン・ウェインがまだ若かった頃、ミックスは「カウボーイの帝王」として知られており、彼らが演じるカウボーイには、ミックスの影響が見られる。ウェインがハリウッドで映画俳優となったきっかけは、南カリフォルニア大学でフットボール選手だったウェインが怪我で選手生命を絶たれて大学を中退した後、ミックスがフォックス社の大道具係の仕事を世話したことだった。
ミックスは生涯に291本の作品に出演したが、2007年現在で、視聴可能な状態にあるものは約10%である。1937年フォックス保管庫火災により、フォックスで製作されたミックスの出演作品の大半が失われた。
映画産業への功績を称えて、ハリウッド・ウォーク・オブ・フェームのヴァイン・ストリート1708番地にミックスの星が設けられた。グローマンズ・チャイニーズ・シアターの前庭「フォーコート・オブ・ザ・スターズ」には、ミックスの手形・足形（カウボーイの靴の形）と愛馬トニーの蹄の形を刻んだセメントタイルが埋め込まれている。死後の1958年、オクラホマ州オクラホマシティの全米カウボーイ・ウェスタン遺産博物館は、ウェスタン・パフォーマーの殿堂へのミックスの殿堂入りを発表した。オクラホマ州デューイーにはトム・ミックス博物館がある。

## 漫画への出演

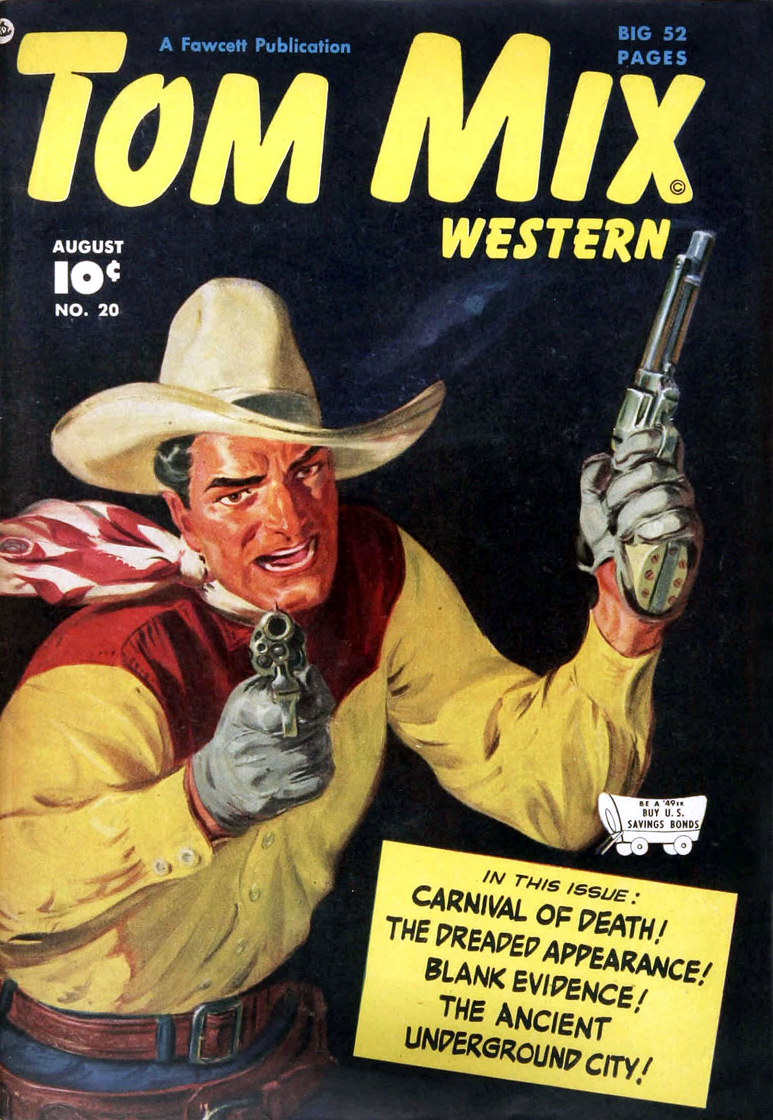
フォーセット・コミックスの『トム・ミックス・ウェスタン』1949年8月号。表紙の絵はノーマン・サンダースによるもの。

1940年代から1950年代にかけての西部劇漫画の全盛期には、ミックスを主人公とするものも多く描かれた。
ミックスが登場する初めての漫画は、デル・コミックスの『ザ・コミックス』第11号だった。
前述のラジオ番組のスポンサーだったラルストン社は、1940年から1942年にかけてトム・ミックスを主人公とする西部劇漫画の雑誌を計12号発行した。これらの雑誌は、ラルストン社のシリアル食品の箱に封入されたクーポン2枚をラルストン社に送ることで購入できた。
フォーセット・コミックスは1948年から1953年にかけて『トム・ミックス・ウェスタン』を61号発行した。

## フィルモグラフィ

### セリグ・ポリスコープ時代
特記のあるものを除き、全1巻の映画であり、大半はフィルムが喪失している。

| 公開日         | タイトル                                        | 役名                                       | 備考 | 出典            |
| -------------- | ----------------------------------------------- | ------------------------------------------ | --- | --------------- |
| 1909年10月21日 | The Cowboy Millionaire                          | （不明）                                   | 監督: フランシス・ボッグス、オーティス・ターナー | [ 32 ]          |
| 1909年10月25日 | Briton and Boer                                 | （不明）                                   | 監督: ウィリアム・セリグ | [ 33 ]          |
| 1909年11月18日 | Up San Juan Hill                                | （不明）                                   | | [ 34 ]          |
| 1909年11月25日 | On the Little Big Horn; or, Custer's Last Stand | （不明）                                   | 監督: フランシス・ボッグス | [ 35 ]          |
| 1909年12月2日  | An Indian Wife's Devotion                       | （不明）                                   | Split-reel with A Million Dollar Mix-up | [ 36 ]          |
| 1910年6月2日   | Trimming of Paradise Gulch                      | One of the Paradise Gulch Cowboys          | 監督: オーティス・ターナー | [ 37 ]          |
| 1910年6月9日   | The Range Riders                                | County Sheriff                             | 監督: オーティス・ターナー; 共演: マートル・ステッドマン | [ 37 ]          |
| 1910年7月4日   | Go West, Young Woman, Go West                   | （不明）                                   | | [ 38 ]          |
| 1910年7月7日   | The Way of the Red Man                          | （不明）                                   | | [ 38 ]          |
| 1910年7月28日  | The Cowboy's Stratagem                          | （不明）                                   | | [ 38 ]          |
| 1910年8月9日   | Ranch Life in the Great South-West              | （不明）                                   | | [ 38 ]          |
| 1910年         | （不明）                                        | （不明）                                   | ミックスの妻オリーヴによれば、ミックスとオリーヴは、撮影時タイトル未定の劇映画に出演したという。共演者はマルガリータ・フィッシャーとウォーレス・リードだった。                                | [ 39 ]          |
| 1910年10月10日 | Two Boys in Blue                                | （不明）                                   | | [ 39 ]          |
| 1911年5月11日  | Back to the Primitive                           | （不明）                                   | 監督: オーティス・ターナー; 共演: キャスリン・ウィリアムズ | [ 39 ]          |
| 1911年6月1日   | The Rose of Old St. Augustine                   | Black Hawk, a Seminole Indian              | 監督: オーティス・ターナー; 共演: キャスリン・ウィリアムズ | [ 40 ]          |
| 1911年7月13日  | Captain Kate                                    | The good native                            | 監督: オーティス・ターナー; 共演: キャスリン・ウィリアムズ | [ 40 ]          |
| 1911年7月29日  | Saved by the Pony Express                       | The Pony Express rider                     | 現存 | [ 41 ] [ 42 ]   |
| 1911年8月28日  | Life on the Border                              | Indian chief                               | 監督: オーティス・ターナー; 共演: キャスリン・ウィリアムズ | [ 42 ]          |
| 1911年9月12日  | Dad's Girls                                     | Tom Rolston, the gambler                   | 監督: オーティス・ターナー; 共演: キャスリン・ウィリアムズ、オリヴァー・ストークス | [ 43 ]          |
| 1911年10月10日 | Told in Colorado                                | Bill Higgins, a miner                      | 共演: ウィリアム・ダンカン、マートル・ステッドマン | [ 43 ]          |
| 1911年10月24日 | Why the Sheriff Is a Bachelor                   | Joe Davis, the sheriff                     | 共演: ウィリアム・ダンカン、マートル・ステッドマン | [ 43 ]          |
| 1911年11月4日  | Western Hearts                                  | Sheriff Long                               | | [ 44 ]          |
| 1911年11月25日 | The Tell-Tale Knife                             | Tom Mason, a rustler                       | 監督: ウィリアム・ダンカン; 共演: ウィリアム・ダンカン、マートル・ステッドマン | [ 44 ]          |
| 1911年12月12日 | A Romance of the Rio Grande                     | Tom Wilson, a Texas Ranger                 | 監督: オーティス・ターナー; 共演: ウィリアム・ダンカン、マートル・ステッドマン | [ 44 ]          |
| 1911年12月26日 | The Bully of Bingo Gulch                        | Pop Lynd, owner of the Bingo Gulch Ranch   | 監督: オーティス・ターナー; 共演: ウィリアム・ダンカン、マートル・ステッドマン | [ 45 ]          |
| 1912年1月16日  | A Cowboy's Best Girl                            | Bull Stokes, a rough cowboy                | 共演: ウィリアム・ダンカン, マートル・ステッドマン、オリーヴ・ストークス | [ 45 ]          |
| 1912年1月30日  | The Scapegoat                                   | Tom Mason, the scapegoat                   | 共演: ウィリアム・ダンカン、マートル・ステッドマン、オリーヴ・ストークス | [ 45 ]          |
| 1912年2月29日  | The 'Diamond S' Ranch                           | （不明）                                   | 共演: オリーヴ・ストークス | [ 46 ]          |
| 1913年3月12日  | Juggling with Fate                              | Andrews, the marshall / Morgan, the outlaw | ミックスは覆面盜賊としても働く連邦保安官の役 | [ 46 ]          |
| 1913年3月19日  | The Sheriff of Yavapai County                   | "Apache Frank", a crooked gambler          | | [ 47 ]          |
| 1913年3月26日  | The Life Timer                                  | Sheriff                                    | ハーフリール | [ 47 ]          |
| 1913年4月9日   | The Shotgun Man and the Stage Driver            | The Stage Driver                           | | [ 47 ]          |
| 1913年4月28日  | The Mail Order Suit                             | Slim                                       | | [ 48 ]          |
| 1913年5月19日  | His Father's Deputy                             | Tom Carter, the sheriff                    | | [ 48 ]          |
| 1913年5月26日  | Religion and Gun Practice                       | Kill Kullen                                | | [ 48 ]          |
| 1913年6月4日   | The Law and the Outlaw                          | "Dakota" Wilson                            | 全2巻; 脚本: トム・ミックス、J・エドワード・ハンガーフォルド | [ 49 ]          |
| 1913年6月17日  | Taming a Tenderfoot                             | Bud Morris                                 | | [ 49 ]          |
| 1913年6月24日  | The Marshall's Capture                          | The half-breed                             | | [ 50 ]          |
| 1913年7月4日   | Sallie's Sure Shot                              | "Injun" Sam                                | | [ 50 ]          |
| 1913年7月10日  | Made a Coward                                   | Pete                                       | | [ 50 ]          |
| 1913年7月14日  | The Only Chance                                 | Engineer                                   | | [ 51 ]          |
| 1913年7月30日  | The Taming of Texas Pete                        | The half-breed                             | | [ 51 ]          |
| 1913年8月7日   | The Stolen Moccasins                            | Swift-foot                                 | | [ 51 ]          |
| 1913年8月14日  | An Apache's Gratitude                           | Tonto                                      | | [ 51 ]          |
| 1913年8月22日  | The Good Indian                                 | The Indian                                 | | [ 52 ]          |
| 1913年8月27日  | How Betty Made Good                             | The foreman                                | | [ 52 ]          |
| 1913年9月4日   | Howlin' Jones                                   | Robledo                                    | | [ 52 ]          |
| 1913年9月19日  | The Rejected Lover's Luck                       | The Indian                                 | | [ 53 ]          |
| 1913年10月1日  | The Cattle Thief's Escape                       | Pete Becker, the half-breed                | ハーフリール | [ 53 ]          |
| 1913年10月9日  | Saved from the Vigilantes                       | Square Beasley                             | | [ 54 ]          |
| 1913年10月14日 | The Silver Grindstone                           | Saloon keeper                              | | [ 55 ]          |
| 1913年10月21日 | Dishwash Dick's Counterfeit                     | The rustler                                | ハーフリール | [ 55 ]          |
| 1913年10月29日 | A Muddle in Horse Thieves                       | The horse thief                            | ハーフリール | [ 56 ]          |
| 1913年11月7日  | The Schoolmarm's Shooting Match                 | Gray                                       | ハーフリール | [ 56 ]          |
| 1913年11月13日 | The Child of the Prairies                       | Fred Watson                                | 全2巻; 脚本: トム・ミックス | [ 56 ]          |
| 1913年11月17日 | The Escape of Jim Dolan                         | Jim Dolan                                  | 全2巻; 脚本: トム・ミックス | [ 57 ]          |
| 1913年11月13日 | The Sheriff and the Rustler                     | The rustler                                | 全2巻; 脚本: トム・ミックス | [ 58 ]          |
| 1913年11月26日 | Cupid in the Cow Camp                           | Bud Reynolds                               | | [ 59 ]          |
| 1913年12月11日 | Physical Culture on the Quarter Circle V Bar    | Williams                                   | | [ 59 ]          |
| 1913年12月17日 | Buster's Little Game                            | Pete Wilson                                | | [ 59 ]          |
| 1913年12月23日 | Mother Love vs. Gold                            | Pete Jackson                               | | [ 60 ]          |
| 1914年1月7日   | By Unseen Hand                                  | Chief Jackson                              | 監督: ウィリアム・ダンカン | [ 60 ]          |
| 1914年1月22日  | A Friend in Need                                | The foreman                                | 全1巻; 脚本・監督: ウィリアム・ダンカン | [ 61 ]          |
| 1914年2月5日   | The Little Sister                               | A prospector                               | 監督: ウィリアム・ダンカン | [ 61 ]          |
| 1914年6月28日  | In Defiance of the Law                          | Corporal Nome                              | 全3巻; 監督: コリン・キャンベル; 共演: ウィーラー・オークマン、ベッシー・アイトン; 原作: ジェームズ・オリバー・カーウッド                                                                     | [ 61 ] [ 62 ]   |
| 1914年7月13日  | The Wilderness Mail                             | The outlaw                                 | 全2巻; 監督: コリン・キャンベル; 共演: ウィーラー・オークマン、ベッシー・アイトン; 原作: ジェームズ・オリバー・カーウッド                                                                     | [ 63 ]          |
| 1914年7月31日  | When the Cook Fell Ill                          | Chip                                       | 監督: コリン・キャンベル; 共演: ウィーラー・オークマン | [ 64 ]          |
| 1914年8月13日  | Etienne of the Glad Heart                       | Peter                                      | 全2巻; 監督: コリン・キャンベル; 共演: ウィーラー・オークマン、ベッシー・アイトン | [ 65 ]          |
| 1914年8月24日  | The White Mouse                                 | Sergeant Brokaw                            | 全2巻; 監督: コリン・キャンベル; 共演: ウィーラー・オークマン、ベッシー・アイトン; 原作: ジェームズ・オリバー・カーウッド                                                                     | [ 66 ]          |
| 1914年8月29日  | Chip of the Flying U                            | Chip                                       | 全3巻; 監督: コリン・キャンベル; 共演: キャスリン・ウィリアムズ、ウィーラー・オークマン | [ 66 ]          |
| 1914年9月7日   | When the West Was Young                         | Indian chief                               | 全2巻; 監督: コリン・キャンベル; 共演: ウィーラー・オークマン、ベッシー・アイトン | [ 66 ]          |
| 1914年9月28日  | The Going of the White Swan                     | （不明）                                   | 全2巻; 監督: コリン・キャンベル; 共演: ウィーラー・オークマン、ベッシー・アイトン | [ 67 ]          |
| 1914年9月29日  | The Real Thing in Cowboys                       | Wallace Carey                              | 監督: トム・ミックス | [ 67 ]          |
| 1914年10月5日  | The Moving Picture Cowboy                       | Luke Barnes                                | 全2巻; 共演: レスター・クーネオ; 脚本・監督: トム・ミックス | [ 67 ]          |
| 1914年10月6日  | The Way of the Redman                           | The Redman                                 | 共演: レオ・D・マロニー; 脚本・監督: トム・ミックス | [ 67 ]          |
| 1914年10月13日 | The Mexican                                     | The Mexican                                | 共演: レオ・D・マロニー; 監督: トム・ミックス | [ 68 ]          |
| 1914年10月24日 | Jimmy Hayes and Muriel                          | Jimmy Hayes                                | 共演: レオ・D・マロニー; 監督: トム・ミックス | [ 69 ]          |
| 1914年10月27日 | Why the Sheriff Is a Bachelor                   | The Sheriff                                | 共演: レオ・D・マロニー; 脚本・監督: トム・ミックス | [ 69 ]          |
| 1914年11月3日  | The Tell-Tale Knife                             | Tom Mason                                  | 共演: レオ・D・マロニー、フート・ギブソン; 脚本・監督: トム・ミックス | [ 69 ]          |
| 1914年11月10日 | The Ranger's Romance                            | Ranger                                     | 全1巻; 脚本・監督: トム・ミックス | [ 69 ]          |
| 1914年11月17日 | The Sheriff's Reward                            | The Sheriff                                | 共演: レオ・D・マロニー; 脚本・監督: トム・ミックス | [ 69 ]          |
| 1914年11月24日 | The Scapegoat                                   | Tom Jackson, the scapegoat                 | 共演: レオ・D・マロニー; 脚本・監督: トム・ミックス | [ 70 ]          |
| 1914年11月30日 | In the Days of the Thundering Herd              | Tom Mingle                                 | 全5巻; Mix's first feature; 監督: コリン・キャンベル; 共演: ベッシー・アイトン、ウィーラー・オークマン; possibly made before Mix started working for his own unit; 完全に現存: AFA / LC / GEH | [ 71 ] [ 72 ]   |
| 1914年12月1日  | The Rival Stage Lines                           | Harding Martin                             | 共演: レオ・D・マロニー; 監督: トム・ミックス | [ 70 ]          |
| 1914年12月8日  | Saved by a Watch                                | Tom                                        | 共演: レオ・D・マロニー; 脚本・監督: トム・ミックス | [ 73 ]          |
| 1914年12月15日 | The Man from the East                           | Tom Bates                                  | 共演: レオ・D・マロニー、フート・ギブソン; 脚本・監督: トム・ミックス | [ 73 ]          |
| 1914年12月29日 | Cactus Jake, Heart-Breaker                      | Bill                                       | 共演: レオ・D・マロニー; 監督: トム・ミックス | [ 73 ]          |
| 1915年1月5日   | A Militant Schoolma'am                          | N/A                                        | 主演: レオ・D・マロニー; 監督: トム・ミックス（出演せず） | [ 73 ]          |
| 1915年1月12日  | Harold's Bad Man                                | （不明）                                   | | [ 74 ]          |
| 1915年1月19日  | Cactus Jim's Shop Girl                          | Cactus Jim                                 | 現存 | [ 74 ] [ 75 ]   |
| 1915年1月26日  | The Grizzly Gulch Chariot Race                  | （不明）                                   | | [ 74 ]          |
| 1915年1月2日   | Forked Trails                                   | （不明）                                   | | [ 76 ]          |
| 1915年1月9日   | Roping a Bride                                  | （不明）                                   | 現存 | [ 76 ]          |
| 1915年2月16日  | Bill Haywood, Producer                          | Bill Haywood                               | | [ 76 ]          |
| 1915年2月23日  | Slim Higgins                                    | "Slim" Higgins                             | 脚本: トム・ミックス | [ 76 ]          |
| 1915年3月1日   | A Child of the Prairie                          | Tom Martin                                 | 全2巻; 共演: ルエラ・マクサム; 脚本: トム・ミックス | [ 77 ]          |
| 1915年3月2日   | The Man from Texas                              | The Man from Texas                         | 現存; 脚本: トム・ミックス | [ 75 ] [ 77 ]   |
| 1915年3月9日   | The Stagecoach Driver and the Girl              | Tom, the stage-coach driver                | 共演: ルエラ・マクサム ; 脚本: トム・ミックス | [ 77 ]          |
| 1915年3月16日  | Sage-Brush Tom                                  | Sage Brush Tom                             | 現存; 脚本: トム・ミックス | [ 75 ] [ 78 ]   |
| 1915年3月23日  | The Outlaw's Bride                              | Richard Sharpe                             | | [ 78 ]          |
| 1915年3月29日  | Ma's Girls                                      | The Gambler                                | 全2巻; 共演: ルエラ・マクサム; 脚本: トム・ミックス | [ 78 ]          |
| 1915年3月30日  | The Legal Light                                 | Pete                                       | 共演: ユージェニー・フォード; 脚本: トム・ミックス | [ 79 ]          |
| 1915年4月6日   | Getting a Start in Life                         | Tom                                        | 共演: ルエラ・マクサム; 原作: ジェームズ・オリバー・カーウッド | [ 79 ]          |
| 1915年4月13日  | Mrs. Murphy's Cooks                             | Buck Martin                                | 共演: ルエラ・マクサム; 脚本: トム・ミックス | [ 79 ]          |
| 1915年4月20日  | The Conversion of Smiling Tom                   | Smiling Tom                                | 共演: ルエラ・マクサム | [ 80 ] [ 81 ]   |
| 1915年5月4日   | An Arizona Wooing                               | Tom Warner                                 | 共演: ルエラ・マクサム; 原作: ウィリアム・マクラウド・レイン; 現存: UCLA | [ 82 ]          |
| 1915年5月14日  | The Matrimonial Boomerang                       | Tom Champion                               | 共演: ルエラ・マクサム | [ 81 ]          |
| 1915年6月8日   | Saved by Her Horse                              | Tom Golden                                 | 共演: ルエラ・マクサム | [ 83 ]          |
| 1915年6月10日  | Pals in Blue                                    | Tom                                        | 全3巻; 共演: ユージェニー・フォード | [ 84 ]          |
| 1915年6月15日  | The Heart of the Sheriff                        | Sheriff Martin                             | 共演: ルエラ・マクサム; 脚本: トム・ミックス | [ 84 ]          |
| 1915年6月22日  | With the Aid of the Law                         | Lee Russell                                | 共演: ルエラ・マクサム | [ 84 ]          |
| 1915年7月20日  | Foreman of Bar Z Ranch                          | Tom Wallace                                | 共演: ルエラ・マクサム | [ 85 ]          |
| 1915年7月27日  | The Child, the Dog, and the Villain             | N/A                                        | 主演: レオ・D・マロニー; 監督: トム・ミックス（出演せず） | [ 86 ]          |
| 1915年8月3日   | The Taking of Mustang Pete                      | N/A                                        | 主演: レオ・D・マロニー; 共演: ルエラ・マクサム; 監督: トム・ミックス（出演せず） | [ 86 ]          |
| 1915年8月10日  | The Gold Dust and the Squaw                     | N/A                                        | 主演: レオ・D・マロニー; 監督: トム・ミックス（出演せず） | [ 86 ]          |
| 1915年8月21日  | A Lucky Deal                                    | N/A                                        | 主演: レオ・D・マロニー; 脚本・監督: トム・ミックス（出演せず） | [ 87 ]          |
| 1915年9月7日   | Never Again                                     | （不明）                                   | 共演: レオ・D・マロニー、ヴィクトリア・フォード; 脚本: トム・ミックス | [ 87 ]          |
| 1915年9月14日  | Weary Goes A-Wooing                             | Weary                                      | 共演: ヴィクトリア・フォード | [ 87 ]          |
| 1915年9月21日  | The Range Girl and the Cowboy                   | Tom                                        | 共演: レオ・D・マロニー、ヴィクトリア・フォード; 脚本: トム・ミックス | [ 87 ]          |
| 1915年9月25日  | The Auction Sale of Run-Down Ranch              | Tom Hickey                                 | 共演: レオ・D・マロニー、ヴィクトリア・フォード; 現存 | [ 75 ] [ 88 ]   |
| 1915年9月28日  | Her Slight Mistake                              | Bill                                       | 共演: レオ・D・マロニー | [ 88 ]          |
| 1915年10月5日  | The Girl and the Mail Bag                       | Tom Chester                                | 共演: レオ・D・マロニー、ヴィクトリア・フォード | [ 88 ]          |
| 1915年10月12日 | The Foreman's Choice                            | Tom Hickson                                | 共演: ヴィクトリア・フォード | [ 89 ]          |
| 1915年10月18日 | The Brave Deserve the Fair                      | Tom Martin                                 | 全2巻; 共演: ヴィクトリア・フォード; 脚本: トム・ミックス | [ 89 ]          |
| 1915年11月19日 | The Stagecoach Guard                            | （不明）                                   | 脚本: トム・ミックス | [ 89 ]          |
| 1915年10月26日 | The Race for a Gold Mine                        | Tom Cummins                                | 共演: ヴィクトリア・フォード | [ 90 ]          |
| 1915年11月2日  | Athletic Ambitions                              | The Wild Man                               | 共演: ヴィクトリア・フォード; 脚本: トム・ミックス | [ 90 ]          |
| 1915年11月9日  | The Chef at Circle G                            | The ranch cook                             | | [ 90 ]          |
| 1915年11月16日 | The Tenderfoot's Triumph                        | （不明）                                   | | [ 90 ]          |
| 1915年11月23日 | The Impersonation of Tom                        | （不明）                                   | | [ 91 ]          |
| 1915年11月30日 | Bad Man Bobbs                                   | （不明）                                   | | [ 91 ]          |
| 1915年12月14日 | On the Eagle Trail                              | Tom Merry                                  | 共演: ヴィクトリア・フォード | [ 91 ]          |
| 1916年2月5日   | The Desert Calls Its Own                        | N/A                                        | 主演: ヴィクトリア・フォード; 監督: トム・ミックス（出演せず） | [ 91 ]          |
| 1916年2月12日  | A Mix-Up in Movies                              | Tom                                        | 脚本: トム・ミックス | [ 92 ]          |
| 1916年2月19日  | Making Good                                     | Tom                                        | 共演: ヴィクトリア・フォード; 脚本: トム・ミックス | [ 93 ]          |
| 1916年2月25日  | Trilby's Love Disaster                          | N/A                                        | 主演: ヴィクトリア・フォード; 脚本・監督: トム・ミックス（出演せず） | [ 93 ]          |
| 1916年3月11日  | The Passing of Pete                             | Pete                                       | 共演: ヴィクトリア・フォード; 脚本: トム・ミックス | [ 93 ]          |
| 1916年4月8日   | Along the Border                                | Tom Martin                                 | 共演: ヴィクトリア・フォード; 脚本: トム・ミックス | [ 94 ]          |
| 1916年4月22日  | Too Many Chefs!                                 | Tom Forde                                  | 共演: ヴィクトリア・フォード; 脚本: トム・ミックス | [ 94 ]          |
| 1916年5月1日   | The Man Within                                  | Tom Melford                                | 全3巻; 共演: ヴィクトリア・フォード | [ 94 ]          |
| 1916年5月13日  | The Sheriff's Duty                              | N/A                                        | 脚本・監督: トム・ミックス（出演せず） | [ 95 ]          |
| 1916年5月27日  | Five Thousand Dollar Elopement                  | （不明）                                   | 共演: ヴィクトリア・フォード | [ 95 ]          |
| 1916年6月3日   | Crooked Trails                                  | Dick Taylor                                | 共演: ヴィクトリア・フォード; 脚本: トム・ミックス | [ 95 ]          |
| 1916年6月10日  | Going West to Make Good                         | Tom Gilmore                                | 共演: ヴィクトリア・フォード; 脚本: トム・ミックス | [ 95 ]          |
| 1916年6月17日  | The Cowpuncher's Peril                          | Tom Meyers                                 | 共演: ヴィクトリア・フォード; 脚本: トム・ミックス | [ 96 ]          |
| 1916年6月24日  | Taking a Chance                                 | Tom Manton                                 | 共演: ヴィクトリア・フォード; 脚本: トム・ミックス | [ 96 ]          |
| 1916年7月1日   | The Girl of Gold Gulch                          | （不明）                                   | | [ 96 ]          |
| 1916年7月8日   | Some Duel                                       | Tom                                        | 共演: ヴィクトリア・フォード; 脚本: トム・ミックス | [ 96 ]          |
| 1916年7月15日  | Legal Advice                                    | （不明）                                   | 現存: UCLA; 脚本: トム・ミックス | [ 82 ] [ 97 ]   |
| 1916年7月22日  | Shooting Up the Movies                          | Tom Travis                                 | 全2巻; 共演: ヴィクトリア・フォード; 脚本: トム・ミックス | [ 97 ]          |
| 1916年7月29日  | Local Color on the A-1 Ranch                    | Tom                                        | 共演: ヴィクトリア・フォード; 脚本: トム・ミックス | [ 97 ]          |
| 1916年8月5日   | An Angelic Attitude                             | Tom Miller                                 | 共演: ヴィクトリア・フォード | [ 97 ]          |
| 1916年8月12日  | A Western Masquerade                            | （不明）                                   | 共演: ヴィクトリア・フォード; 脚本: トム・ミックス | [ 98 ]          |
| 1916年8月19日  | A Bear of a Story                               | （不明）                                   | 共演: ヴィクトリア・フォード; 脚本: トム・ミックス | [ 98 ]          |
| 1916年8月26日  | Roping a Sweetheart                             | Tom Walker, a cowpuncher                   | 共演: ヴィクトリア・フォード; 脚本: トム・ミックス | [ 98 ]          |
| 1916年9月2日   | Tom's Strategy                                  | （不明）                                   | 共演: ヴィクトリア・フォード; 脚本: トム・ミックス | [ 98 ]          |
| 1916年9月9日   | The Taming of Grouchy Bill                      | Tom                                        | 現存; 脚本: トム・ミックス | [ 75 ] [ 99 ]   |
| 1916年9月11日  | The Pony Express Rider                          | Tom Orbig                                  | 全3巻; "Saved by the Pony Express"（1911年）のリメイク; 脚本: トム・ミックス | [ 99 ]          |
| 1916年9月23日  | A Corner in Water                               | （不明）                                   | 共演: ヴィクトリア・フォード; 脚本: トム・ミックス | [ 100 ]         |
| 1916年9月30日  | The Raiders                                     | Tom Gardner                                | 共演: ヴィクトリア・フォード; 脚本: トム・ミックス | [ 101 ]         |
| 1916年10月7日  | The Canby Hill Outlaws                          | Tom Gordon                                 | 共演: ヴィクトリア・フォード | [ 101 ]         |
| 1916年9月14日  | A Mistake in Rustlers                           | Tom                                        | 共演: ヴィクトリア・フォード; 脚本: トム・ミックス | [ 101 ]         |
| 1916年10月21日 | An Eventful Evening                             | Jack Winton                                | 共演: ヴィクトリア・フォード | [ 102 ]         |
| 1916年10月28日 | A Close Call                                    | Dick Masters                               | 共演: ヴィクトリア・フォード; 脚本: トム・ミックス | [ 102 ]         |
| 1916年11月4日  | Tom's Sacrifice                                 | Tom Miller                                 | 共演: ヴィクトリア・フォード; 脚本: トム・ミックス | [ 102 ]         |
| 1916年11月4日  | When Cupid Slipped                              | N/A                                        | 監督・脚本・主演: ヴィクトリア・フォード; 制作: トム・ミックス（出演せず） | [ 102 ]         |
| 1916年11月11日 | The Sheriff's Blunder                           | （不明）                                   | 全2巻; 共演: ヴィクトリア・フォード; 脚本: トム・ミックス | [ 103 ]         |
| 1916年12月2日  | Mistakes Will Happen                            | （不明）                                   | 共演: ヴィクトリア・フォード; 脚本: トム・ミックス | [ 103 ]         |
| 1916年12月11日 | Twisted Trails                                  | Tom Snow                                   | 全3巻; 共演: ベッシー・アイトン; 現存 | [ 75 ] [ 103 ]  |
| 1916年12月25日 | The Golden Thought                              | Tom Daton                                  | 全3巻; 共演: ヴィクトリア・フォード | [ 104 ]         |
| 1917年1月8日   | Starring in Western Stuff                       | Tom Sage                                   | 全2巻; 部分的に現存: UCLA; 共演: ヴィクトリア・フォード; 脚本・監督: トム・ミックス; "Sage-brush Tom"（1915年）を部分的にリメイクしたもの                                                     | [ 103 ]         |
| 1917年1月26日  | The Luck That Jealousy Brought                  | Joe Barr                                   | 全1巻; 1915年に製作され、1917年に公開; 共演: ルエラ・マクサム; 監督: トム・ミックス | [ 103 ] [ 105 ] |
| 1917年2月17日  | The Saddle Girth                                | Tom, a cowpuncher                          | 共演: ヴィクトリア・フォード; 脚本・監督: トム・ミックス | [ 106 ]         |
| 1917年2月12日  | The Heart of Texas Ryan                         | Jack Parker                                | 全5巻; 共演: ベッシー・アイトン; 原作: ゼイン・グレイ "The Light of Western Stars"; 現存: CD / GEH / UCLA / DFI / AFA                                                                         | [ 106 ] [ 107 ] |
| 1917年7月      | Movie Stunts by Tom Mix                         | Himself                                    | 全2巻 | [ 108 ]         |

### フォックス・フィルム時代
| 公開日         | タイトル                                     | 役名                           | 監督                        | 保存状態                                  | 備考 | 出典                            |
| -------------- | -------------------------------------------- | ------------------------------ | --------------------------- | ----------------------------------------- | --- | ------------------------------- |
| 1917年3月19日  | Hearts and Saddles                           | A sagebrush lover              | トム・ミックス、Robert Eddy | 部分的に現存                              | 全2巻; 脚本: トム・ミックス; 共演: ヴィクトリア・フォード | [ 109 ]                         |
| 1917年5月13日  | The Roman Cowboy                             | "Bud" Ballard                  | トム・ミックス              | 喪失                                      | 全2巻; 脚本: トム・ミックス; 共演: ヴィクトリア・フォード | [ 109 ]                         |
| 1917年6月17日  | Six Cylinder Love                            | "Buck" Saunders                | トム・ミックス              | 喪失                                      | 全2巻; 脚本: トム・ミックス; 共演: ヴィクトリア・フォード | [ 110 ]                         |
| 1917年7月23日  | A Soft Tenderfoot                            | The Tenderfoot                 | トム・ミックス              | 喪失                                      | 全2巻; 脚本: トム・ミックス; 共演: ヴィクトリア・フォード | [ 111 ]                         |
| 1917年8月12日  | Durand of the Bad Lands                      | Clem Alison                    | リチャード・スタントン      | 喪失                                      | 主演: ダスティン・ファーナム、ナタリー・キングストン; ミックスは脇役で出演 | [ 112 ] [ 113 ]                 |
| 1917年9月3日   | Tom and Jerry Mix                            | The Foreman                    | トム・ミックス              | 喪失                                      | 全2巻; 脚本: トム・ミックス; 共演: ヴィクトリア・フォード | [ 114 ]                         |
| 1918年1月13日  | Cupid's Round Up                             | Larry Kelly                    | エドワード・ルセイント      | 喪失                                      | 共演: ワンダ・ホーリー; ミックスのフォックス・フィルムでの初の主演作品 | [ 115 ]                         |
| 1918年2月24日  | Six Shooter Andy                             | Andy Crawford                  | シドニー・フランクリン      | 喪失                                      | 共演: エニッド・マーキー | [ 116 ]                         |
| 1918年4月14日  | 西部魂 Western Blood                         | Tex Wilson                     | リン・F・レイノルズ         | 喪失                                      | 脚本: トム・ミックス; 共演: ヴィクトリア・フォード | [ 117 ]                         |
| 1918年6月9日   | Ace High                                     | Jean Rivard                    | リン・F・レイノルズ         | 完全に現存: Lob                           | | [ 118 ]                         |
| 1918年6月30日  | Who's Your Father?                           | Tom Hartrigger                 | トム・ミックス              | 喪失                                      | 全2巻 | [ 119 ]                         |
| 1918年9月8日   | 米人ローガン氏 Mr. Logan, U.S.A.             | Jim Logan                      | リン・F・レイノルズ         | 喪失                                      | | [ 120 ]                         |
| 1918年10月20日 | 名声と財産 Fame and Fortune                  | Clay Burgess                   | リン・F・レイノルズ         | 喪失                                      | | [ 121 ]                         |
| 1919年1月5日   | Treat 'Em Rough                              | Ned Ferguson                   | リン・F・レイノルズ         | 2巻が現存: GEH                            | 共演: ジェーン・ノヴァク; アリゾナ州プレスコットで撮影 | [ 122 ] [ 123 ]                 |
| 1919年2月16日  | 騒がしき改心 Hell-Roarin' Reform             | Tim                            | エドワード・ルセイント      | 喪失                                      | | [ 124 ]                         |
| 1919年3月30日  | 馬上の健児 Fighting for Gold                 | Jack Kilmeny                   | エドワード・ルセイント      | 部分的に現存（個人蔵）                    | | [ 125 ]                         |
| 1919年5月11日  | The Coming of the Law                        | Kent Hollis                    | アーサー・ロッソン          | 1巻が現存: LC                             | | [ 126 ]                         |
| 1919年7月16日  | 荒野の道 The Wilderness Trail                | Donald MacTavish               | エドワード・ルセイント      | 喪失                                      | 共演: コリーン・ムーア | [ 127 ] [ 128 ]                 |
| 1919年8月24日  | 冒険騎手 Rough Riding Romance                | Phineas Dobbs                  | アーサー・ロッソン          | 部分的に現存: LC                          | 共演: ファニタ・ハンセン; 一部をカリフォルニア州サンフランシスコで撮影 | [ 129 ] [ 130 ]                 |
| 1919年10月19日 | 速力狂 The Speed Maniac                      | Billy Porter                   | エドワード・ルセイント      | 喪失                                      | 共演: エヴァ・ノヴァク | [ 130 ] [ 131 ]                 |
| 1919年12月7日  | The Feud                                     | Jere Lynch / John Smith        | エドワード・ルセイント      | 喪失                                      | 共演: エヴァ・ノヴァク | [ 130 ] [ 132 ]                 |
| 1920年1月24日  | The Cyclone                                  | Sergeant Tim Ryerson           | クリフ・スミス              | 喪失                                      | 共演: コリーン・ムーア | [ 133 ] [ 134 ]                 |
| 1920年3月20日  | 無敵の壮漢 The Daredevil                     | Timothy Atkinson               | トム・ミックス              | 喪失                                      | 共演: エヴァ・ノヴァク | [ 134 ] [ 135 ]                 |
| 1920年4月24日  | 砂漠の愛 Desert Love                         | Buck Marston, Jr.              | ジャック・ジャッカード      | 喪失                                      | 脚本: トム・ミックス; 共演: ヴィクトリア・フォード | [ 136 ] [ 137 ]                 |
| 1920年5月20日  | The Terror                                   | Bat Carson                     | ジャック・ジャッカード      | 喪失                                      | 脚本: トム・ミックス; 共演: エヴァ・ノヴァク; カリフォルニア州ソノラで撮影 | [ 137 ] [ 138 ]                 |
| 1920年7月4日   | 3 Gold Coins                                 | Bob Fleming / Bad Pat Duncan   | クリフ・スミス              | 喪失                                      | ミックスがヒーローと悪役の二役を演じた | [ 137 ] [ 139 ]                 |
| 1920年8月29日  | The Untamed                                  | Whistling Dan                  | エメット・J・フリン         | 完全に現存: GEH                           | 共演: ポーリン・スターク; 原作: マックス・ブランド | [ 140 ]                         |
| 1920年10月     | 高原の熱血児 The Texan                       | Tex Benton                     | リン・F・レイノルズ         | 完全に現存: EYE / DFI                     | 全6巻 | [ 141 ]                         |
| 1920年12月     | Prairie Trails                               | Tex Benton                     | ジョージ・マーシャル        | 喪失                                      | 全6巻; "The Texan"の続編 | [ 142 ] [ 143 ]                 |
| 1921年2月      | 大魔速王 The Road Demon                      | Hap Higgins                    | リン・F・レイノルズ         | 部分的に現存: LC / NFA                    | | [ 144 ]                         |
| 1921年4月      | Hands Off!                                   | Tex Roberts                    | ジョージ・マーシャル        | 喪失                                      | | [ 145 ]                         |
| 1921年4月      | The Queen of Sheba                           | N/A                            | J・ゴードン・エドワーズ     | 喪失                                      | 全9巻; 主演: ベティ・ブライス; マックスは作中の戦車競走の部分を監修 | [ 146 ]                         |
| 1921年6月      | A Ridin' Romeo                               | Jim Rose                       | ジョージ・マーシャル        | 喪失                                      | 脚本: トム・ミックス; 共演: レア・ミッチェル | [ 147 ] [ 148 ]                 |
| 1921年7月      | 旭日昇天 Big Town Round-Up                   | Larry McBride                  | リン・F・レイノルズ         | 完全に現存: EYE                           | 共演: ローラ・ラ・プラント | [ 148 ] [ 149 ]                 |
| 1921年8月      | After Your Own Heart                         | Herbert Parker                 | ジョージ・マーシャル        | 喪失                                      | Story adaptation by Mix | [ 148 ] [ 150 ]                 |
| 1921年9月      | The Night Horsemen                           | Whistling Dan                  | リン・F・レイノルズ         | 完全に現存: GEH                           | | [ 151 ]                         |
| 1921年10月     | The Rough Diamond                            | Hank Sherman                   | エドワード・セジウィック    | 喪失                                      | 脚本: トム・ミックス; 共演: エヴァ・ノヴァク | [ 152 ] [ 153 ]                 |
| 1921年12月     | Trailin'                                     | Anthony Woodbury               | リン・F・レイノルズ         | 完全に現存: UCLA                          | 共演: エヴァ・ノヴァク | [ 153 ] [ 154 ]                 |
| 1922年1月15日  | 天空万里 Sky High                            | Grant Newburg                  | リン・F・レイノルズ         | 完全に現存: CRdB / LC / MoMA / UCLA / GEH | 共演: エヴァ・ノヴァク、J・ファレル・マクドナルド; グランドキャニオンで撮影; 1998年にアメリカ国立フィルム登録簿に登録 | [ 155 ] [ 153 ] [ 156 ]         |
| 1922年2月26日  | Chasing the Moon                             | Dwight Locke                   | エドワード・セジウィック    | 喪失                                      | 共演: エヴァ・ノヴァク | [ 157 ] [ 158 ]                 |
| 1922年4月2日   | Up and Going                                 | David Brandon                  | リン・F・レイノルズ         | 喪失                                      | 脚本: トム・ミックス; 共演: エヴァ・ノヴァク | [ 159 ] [ 160 ]                 |
| 1922年5月15日  | The Fighting Streak                          | Andrew Lanning                 | アーサー・ロッソン          | 完全に現存: BFI                           | 共演: パッツィ・ルース・ミラー; カリフォルニア州ヴィクターヴィルで撮影 | [ 160 ] [ 161 ]                 |
| 1922年6月18日  | 猪突猛進 For Big Stakes                      | "Clean Up" Sudden              | リン・F・レイノルズ         | 完全に現存: NFA                           | 共演: パッツィ・ルース・ミラー | [ 162 ] [ 163 ]                 |
| 1922年8月20日  | 天晴トニー Just Tony                         | "Red" Ferris                   | リン・F・レイノルズ         | 完全に現存: GEH / MoMA / UCLA / AFI       | ミックスの愛馬トニーを主役とした映画; 原作: マックス・ブランド | [ 163 ] [ 164 ]                 |
| 1922年10月1日  | Do and Dare                                  | Kit Carson Boone / Henry Boone | エドワード・セジウィック    | 喪失                                      | カリフォルニア州チャッツワースで撮影 | [ 163 ] [ 165 ]                 |
| 1922年11月5日  | 天下のミックス Tom Mix in Arabia             | Billy Evans                    | リン・F・レイノルズ         | 喪失                                      | 脚本: トム・ミックス; 共演: バーバラ・ベッドフォード | [ 166 ] [ 167 ]                 |
| 1922年12月3日  | 西部スピード大王 Catch My Smoke              | Bob Stratton                   | ウィリアム・ボーディン      | 喪失                                      | 共演: リリアン・リッチ | [ 167 ]                         |
| 1923年2月11日  | Romance Land                                 | "Pep" Hawkins                  | エドワード・セジウィック    | 完全に現存: NFA                           | 全5巻; 共演: バーバラ・ベッドフォード | [ 167 ] [ 168 ] [ 169 ]         |
| 1923年3月25日  | 三歩先んじて Three Jumps Ahead               | Steve Clancy                   | ジョン・フォード            | 喪失                                      | 全5巻 | [ 170 ] [ 171 ]                 |
| 1923年5月13日  | Stepping Fast                                | Grant Malvern                  | Joseph J. Franz             | 喪失                                      | 全5巻 | [ 172 ] [ 173 ]                 |
| 1923年8月26日  | 天下の名物男 Soft Boiled                     | Tom Steele                     | ジョン・G・ブライストーン   | 完全に現存: GEH                           | 全8巻; 共演: ビリー・ダヴ | [ 174 ]                         |
| 1923年9月9日   | 乱射乱撃 The Lone Star Ranger                | Buck Duane                     | ランバート・ヒルヤー        | 喪失                                      | 全6巻; 共演: ビリー・ダヴ; 原作: ゼイン・グレイ "The Lone Star Ranger"; 同じ原作で1919年、1930年、1942年にも映画化され、ミックスが演じた役をウィリアム・ファーナム、ジョージ・オブライエン、ジョン・キンブローが演じた                                                            | [ 175 ] [ 176 ]                 |
| 1923年10月28日 | Mile-a-Minute Romeo                          | Lucky Bill                     | ランバート・ヒルヤー        | 喪失                                      | 全6巻 | [ 176 ] [ 177 ]                 |
| 1923年11月18日 | 意気天に冲す North of Hudson Bay             | Michael Dane                   | ジョン・フォード            | 完全に現存: ANF / CRdB / LC UCLA          | 全5巻 | [ 176 ] [ 178 ]                 |
| 1923年12月30日 | Eyes of the Forest                           | Bruce Thornton                 | ランバート・ヒルヤー        | 部分的に現存: MoMA                        | 全5巻; 共演: ポーリン・スターク | [ 176 ] [ 179 ]                 |
| 1924年2月3日   | 勇気凛々 Ladies to Board                     | Tom Faxton                     | ジョン・G・ブライストーン   | 喪失                                      | 全6巻; 共演: ガートルード・オルムステッド | [ 180 ] [ 181 ]                 |
| 1924年5月4日   | The Trouble Shooter                          | Tom Steele                     | ジャック・コンウェイ        | 完全に現存: NFA                           | 全6巻 | [ 182 ]                         |
| 1924年7月6日   | 奇略縦横 The Heart Buster                    | Tod Walton                     | ジャック・コンウェイ        | 喪失                                      | 全5巻; 共演: エスター・ラルストン | [ 181 ] [ 183 ]                 |
| 1924年8月24日  | 天下無敵 The Last of the Duanes              | Buck Duane                     | リン・F・レイノルズ         | 完全に現存: NFA                           | 全7巻; 共演: マリアン・ニクソン; 原作: ゼイン・グレイ "Last of the Duanes" | [ 184 ] [ 185 ]                 |
| 1924年9月21日  | Oh, You Tony!                                | Tom Masters                    | ジョン・G・ブライストーン   | 喪失                                      | 全7巻; 共演: クレア・アダムズ | [ 185 ] [ 186 ]                 |
| 1924年11月2日  | 腕鳴り肉躍る Teeth                           | Dave Deering                   | ジョン・G・ブライストーン   | 完全に現存: GEH                           | 全7巻; 共演: ジョージ・バンクロフト | [ 185 ] [ 187 ]                 |
| 1924年12月7日  | The Deadwood Coach                           | The Orphan                     | リン・F・レイノルズ         | 喪失                                      | 全7巻; 共演: ジョージ・バンクロフト; 原作: クラレンス・E・マルフォード; ユタ州シーダーシティとザイオン国立公園で撮影 | [ 188 ] [ 189 ]                 |
| 1925年2月1日   | 快傑ディック・ターピン Dick Turpin           | Dick・Turpin                   | ジョン・G・ブライストーン   | 完全に現存: GEH MoMA CSF                  | 全7巻; 共演: アラン・ハイル; ミックス出演作では数少ない西部劇ではない作品 | [ 189 ] [ 190 ]                 |
| 1925年3月15日  | 天地震憾 Riders of the Purple Sage           | Jim Lassiter                   | リン・F・レイノルズ         | 完全に現存: GEH MoMA                      | 全6巻; 原作: ゼイン・グレイ "Riders of the Purple Sage"; 共演: ワーナー・オーランド、フレッド・コーラー; 同じ原作で1918年、1931年、1941年、1996年にも映画化され、マックスが演じた役をウィリアム・ファーナム、ジョージ・オブライエン、ジョージ・モンゴメリー、エド・ハリスが演じた | [ 191 ] [ 192 ] [ 193 ] [ 194 ] |
| 1925年5月24日  | 豪気堂々 The Rainbow Trail                   | John Shefford                  | リン・F・レイノルズ         | 完全に現存: GEH                           | 全6巻; 原作: ゼイン・グレイ "The Rainbow Trail"; 同じ原作で1918年、1932年にも映画化され、マックスが演じた役をウィリアム・ファーナム、ジョージ・オブライエンが演じた | [ 195 ] [ 196 ] [ 193 ]         |
| 1925年8月29日  | 侠勇ドン・ジュアン The Lucky Horseshoe       | Tom Foster                     | ジョン・G・ブライストーン   | 完全に現存: MoMA                          | 全5巻; 共演: ビリー・ダヴ、J・ファレル・マクドナルド; アン・ペニントンがカメオ出演; ゲイリー・クーパーがエキストラで出演 | [ 197 ] [ 198 ] [ 199 ]         |
| 1925年10月11日 | 大自然の雄叫び The Everlasting Whisper       | Mark King                      | ジョン・G・ブライストーン   | 喪失                                      | 全6巻; 共演: アリス・カルホーン | [ 200 ] [ 201 ]                 |
| 1925年12月12日 | 昇天の意気 The Best Bad Man                  | Hugh Nichols                   | ジョン・G・ブライストーン   | 完全に現存: MoMA                          | 全5巻; 共演: クララ・ボウ; 原作: マックス・ブランド | [ 202 ] [ 203 ]                 |
| 1926年1月10日  | The Yankee Señor                             | Paul Wharton                   | エメット・J・フリン         | 部分的に現存: NFA                         | 全5巻; 共演: オリーヴ・ボーデン | [ 204 ] [ 205 ]                 |
| 1926年2月28日  | My Own Pal                                   | Tom O'Hara                     | ジョン・G・ブライストーン   | 不明                                      | 全6巻; 共演: オリーヴ・ボーデン | [ 206 ] [ 207 ]                 |
| 1926年4月18日  | トニー大暴れ Tony Runs Wild                  | Tom Trent                      | トム・バッキンガム          | 完全に現存: NFA                           | 全6巻; 共演: ジャクリーヌ・ローガン | [ 208 ] [ 209 ]                 |
| 1926年6月6日   | Hard Boiled                                  | Tom Bouden                     | ジョン・G・ブライストーン   | 完全に現存: NFA                           | 全6巻 | [ 210 ] [ 211 ]                 |
| 1926年8月29日  | 仁侠の義人 No Man's Gold                     | Tom Stone                      | ルイス・セイラー            | 完全に現存: NFA                           | 全6巻; 共演: エヴァ・ノヴァク | [ 211 ] [ 212 ]                 |
| 1926年10月17日 | 古今無双の強者 The Great K & A Train Robbery | Tom Gordon                     | ルイス・セイラー            | 完全に現存: CRdB / LC / MoMA / UCLA       | 全5巻; 共演: ドロシー・ドゥワン | [ 213 ] [ 214 ]                 |
| 1926年12月5日  | The Canyon of Light                          | Tom Mills                      | ベンジャミン・ストロフ      | 喪失                                      | 全6巻; 共演: ドロシー・ドゥワン | [ 214 ] [ 215 ]                 |
| 1927年1月23日  | 乱射の巷 The Last Trail                      | Tom Dane                       | ルイス・セイラー            | 完全に現存: CRdB / MoMA / GEH             | 全6巻; 共演: カルメリータ・ジェラティ; 原作: ゼイン・グレイ | [ 216 ] [ 217 ]                 |
| 1927年3月13日  | The Broncho Twister                          | Tom Mason                      | オービル・O・ダル           | 喪失                                      | 全6巻; 共演: ヘレン・コステロ; 原作: アデラ・ロジャーズ・セントジョンズ | [ 217 ] [ 218 ]                 |
| 1927年5月8日   | 爆弾ミックス Outlaws of Red River            | Tom Morley                     | ルイス・セイラー            | 喪失                                      | 全6巻; 共演: マジョーリー・ドー | [ 219 ] [ 220 ]                 |
| 1927年6月26日  | ミックス曲馬大王 The Circus Ace              | Tom Terry                      | ベンジャミン・ストロフ      | 完全に現存: NFA                           | 全5巻; 共演: ナタリー・ジョイス | [ 220 ] [ 221 ]                 |
| 1927年8月21日  | 蛮勇ミックス Tumbling River                  | Tom Gier                       | ルイス・セイラー            | 喪失                                      | 全5巻; 共演: ドロシー・ドゥワン | [ 222 ] [ 223 ]                 |
| 1927年10月2日  | 天空爆破 Silver Valley                       | Tom Tracey                     | ベンジャミン・ストロフ      | 喪失                                      | 全5巻; 共演: ドロシー・ドゥワン | [ 224 ] [ 225 ]                 |
| 1927年11月20日 | アリゾナの快男児 The Arizona Wildcat         | Tom Phelan                     | ロイ・ウィリアム・ニール    | 喪失                                      | 全5巻; 共演: ドロシー・セバスチャン; 原作: アデラ・ロジャーズ・セントジョンズ | [ 225 ] [ 226 ]                 |
| 1928年1月15日  | 天下無敵の猛襲 Daredevil's Reward            | Tom Hardy                      | ユージン・フォード          | 喪失                                      | 全6巻 | [ 227 ]                         |
| 1928年3月11日  | 曠原の荒武者 Horseman of the Plains          | Tom Swift                      | ベンジャミン・ストロフ      | 喪失                                      | 全5巻; 共演: サリー・ブレーン | [ 228 ] [ 229 ]                 |
| 1928年5月13日  | 天晴れ無敵王 Hello Cheyenne                  | Tom Remington                  | ユージン・フォード          | 喪失                                      | 全5巻 | [ 230 ] [ 231 ]                 |
| 1928年7月1日   | Painted Post                                 | Tom Blake                      | ユージン・フォード          | 完全に現存: CI                            | 全5巻 | [ 232 ]                         |

### FBO時代
| 公開日        | タイトル                            | 役名        | 監督                 | 保存状態             | 備考                                | 出典            |
| ------------- | ----------------------------------- | ----------- | -------------------- | -------------------- | ----------------------------------- | --------------- |
| 1928年10月1日 | 西部討伐 The Son of the Golden West | Tom Hardy   | ユージン・フォード   | 完全に現存: CRdB     | 全6巻                               | [ 233 ]         |
| 1928年8月9日  | キング・カウボーイ King Cowboy      | Tex Rogers  | ロバート・デ・レイシ | 完全に現存: FA       | 全7巻; 共演: サリー・ブレーン       | [ 234 ] [ 235 ] |
| 1929年1月29日 | Outlawed                            | Tom Manning | ユージン・フォード   | 完全に現存: EYE      | 全7巻; 共演: サリー・ブレーン       | [ 235 ] [ 236 ] |
| 1929年3月19日 | The Drifter                         | Tom McCall  | ロバート・デ・レイシ | 完全に現存: CN / LOC | 全6巻; 共演: ドロシー・ドゥワン     | [ 235 ] [ 237 ] |
| 1929年5月29日 | The Big Diamond Robbery             | Tom Markham | ユージン・フォード   | 完全に現存: LOC      | 全7巻; 共演: キャスリン・マクガイア | [ 238 ] [ 239 ] |

### ユニバーサル・ピクチャーズ時代
| 公開日        | タイトル                           | 役名             | 監督                         | 備考 | 出典                    |
| ------------- | ---------------------------------- | ---------------- | ---------------------------- | --- | ----------------------- |
| 1932年3月28日 | The Cohens and Kellys in Hollywood | 本人役           | ジョン・フランシス・ディロン | 75分; アンバサダーホテルのナイトクラブ「ココナッツ・グローブ」で撮影されたシーンにミックス、ジュヌヴィエーヴ・トビン、ボリス・カーロフ、シドニー・フォックス、リュー・エアーズ、グロリア・スチュアートが本人役でカメオ出演している。     | [ 240 ]                 |
| 1932年4月17日 | ミックスの再起 Destry Rides Again  | Tom Destry       | ベンジャミン・ストロフ       | 53分; 共演: クラウディア・デル、ザス・ピッツ; 原作: マックス・ブランド; 1939年にジェームズ・ステュアート、マレーネ・ディートリヒの出演で（『砂塵』(Destry Rides Again)）、1955年にオーディ・マーフィの出演で（Destry）リメイクされている | [ 241 ] [ 242 ] [ 243 ] |
| 1932年5月26日 | 熱沙の男 The Rider of Death Valley | Tom Rigby        | アルバート・S・ロージェル    | 76分; 共演: ロイス・ウィルソン | [ 244 ]                 |
| 1932年6月30日 | テキサス無頼漢 The Texas Bad Man   | Tom / Dan Bishop | エドワード・レムル           | 60分 | [ 245 ]                 |
| 1932年8月2日  | 護国の騎士 My Pal, the King        | Tom Reed         | カート・ニューマン           | 75分; 共演: ミッキー・ルーニー | [ 246 ]                 |
| 1932年9月29日 | 高原強襲隊 The Fourth Horseman     | Tom Martin       | ハミルトン・マクファデン     | 57分; 共演: マーガレット・リンゼイ | [ 247 ]                 |
| 1932年11月3日 | Hidden Gold                        | Tom              | アーサー・ロッソン           | 61分 | [ 248 ]                 |
| 1933年2月2日  | 荒原の覇者 Terror Trail            | Tom Munroe       | アーマンド・シェーファー     | 57分 | [ 249 ]                 |
| 1932年6月     | 追撃ミックス Flaming Guns          | Tom Malone       | アーサー・ロッソン           | 57分; 共演: ウィリアム・ファーナム、ルース・ホール | [ 250 ]                 |
| 1933年9月     | Rustlers' Roundup                  | Tom Lawson       | ヘンリー・マックレイ         | 60分; 共演: ノア・ビアリー・ジュニア | [ 251 ]                 |

### マスコット・ピクチャーズ時代
| 公開日        | タイトル          | 役名       | 監督                                           | 備考                                                            | 出典    |
| ------------- | ----------------- | ---------- | ---------------------------------------------- | --------------------------------------------------------------- | ------- |
| 1935年5月18日 | The Miracle Rider | Tom Morgan | アーマンド・シェーファー B・リーヴス・イーソン | 全15編のシリーズ（計303分）; 共演: チャールズ・ミドルトン; 現存 | [ 252 ] |